# Roberto Lacedelli (giocatore di curling)
Roberto Lacedelli (Cortina d'Ampezzo, 23 dicembre 1960) è un giocatore di curling italiano, allenatore di curling di Cortina d'Ampezzo, atleta del Curling Club 66 Cortina.

## Carriera agonistica

### Nazionale
Il suo esordio con la nazionale italiana junior di curling è stato il campionato mondiale junior del 1982, disputato a Fredericton, in Canada: in quell'occasione l'Italia si piazzò al decimo posto posto.
In totale Roberto vanta 9 presenze in azzurro.
CAMPIONATI
Nazionale junior: 18 partite
- Mondiale junior
  - 1982 Fredericton ( Canada) 10°

### Campionati italiani e Coppa Italia
Roberto ha preso parte ai campionati italiani di curling inizialmente con il Curling Club New Wave per poi passare con il Curling Club 66 Cortina ed è stato una volta campione d'Italia:
- Italiani junior
  - 1982  con Adriano Lorenzi, Alessandro Dal Fabbro e Enrico Fumagalli (Curling Club New Wave)
- Italiani assoluti
  - 1995  con Stefano Ferronato, Adriano Lorenzi e Gianluca Lorenzi (Curling Club New Wave)

Nel 1997 vince la Coppa Italia di curling, trofeo ad oggi sospeso.
- Coppa Italia
  - 1997  con Adriano Lorenzi e Giorgio Alberti (Curling Club New Wave)

### Allenatore
Roberto è stato allenatore di squadre di club italiani affiliate all'Associazione Curling Cortina. Dal 2001 al 2007 è stato allenatore della nazionale italiana junior femminile di curling, seguendo la squadra ad un campionato mondiale junior di gruppo B e ad un campionato mondiale junior. Dal 2003 al 2006 è stato allenatore della nazionale italiana femminile di curling, seguendo la squadra a due campionati mondiali, due campionati europei e ai XX Giochi olimpici invernali.
CAMPIONATI DA ALLENATORE
Nazionale femminile:
- Olimpiadi
  - 2006 Torino ( Italia) 10°
- Mondiali
  - 2003 Winnipeg ( Canada) 9°
  - 2004 Gävle ( Svezia) 9°
- Europei
  - 2004 Sofia ( Bulgaria) 6°
  - 2005 Garmisch-Partenkirchen ( Germania) 6°

Nazionale junior femminile:
- Mondiale junior
  - 2007 Eveleth ( Stati Uniti) 9°
- Mondiale junior gruppo B
  - 2001 Tårnby ( Danimarca) 3° (13° ranking mondiale)